# Acestrocephalus sardina
Acestrocephalus sardina es una especie de peces de la familia Characidae en el orden de los Characiformes.

## Morfología
Los machos pueden llegar alcanzar los 10,2 cm de longitud total.

## Hábitat
Vive en zonas de clima tropical.

## Distribución geográfica
Se encuentran en Sudamérica:  cuencas de los ríos  Madeira y Das Mortes (Brasil ).